# 胸毛

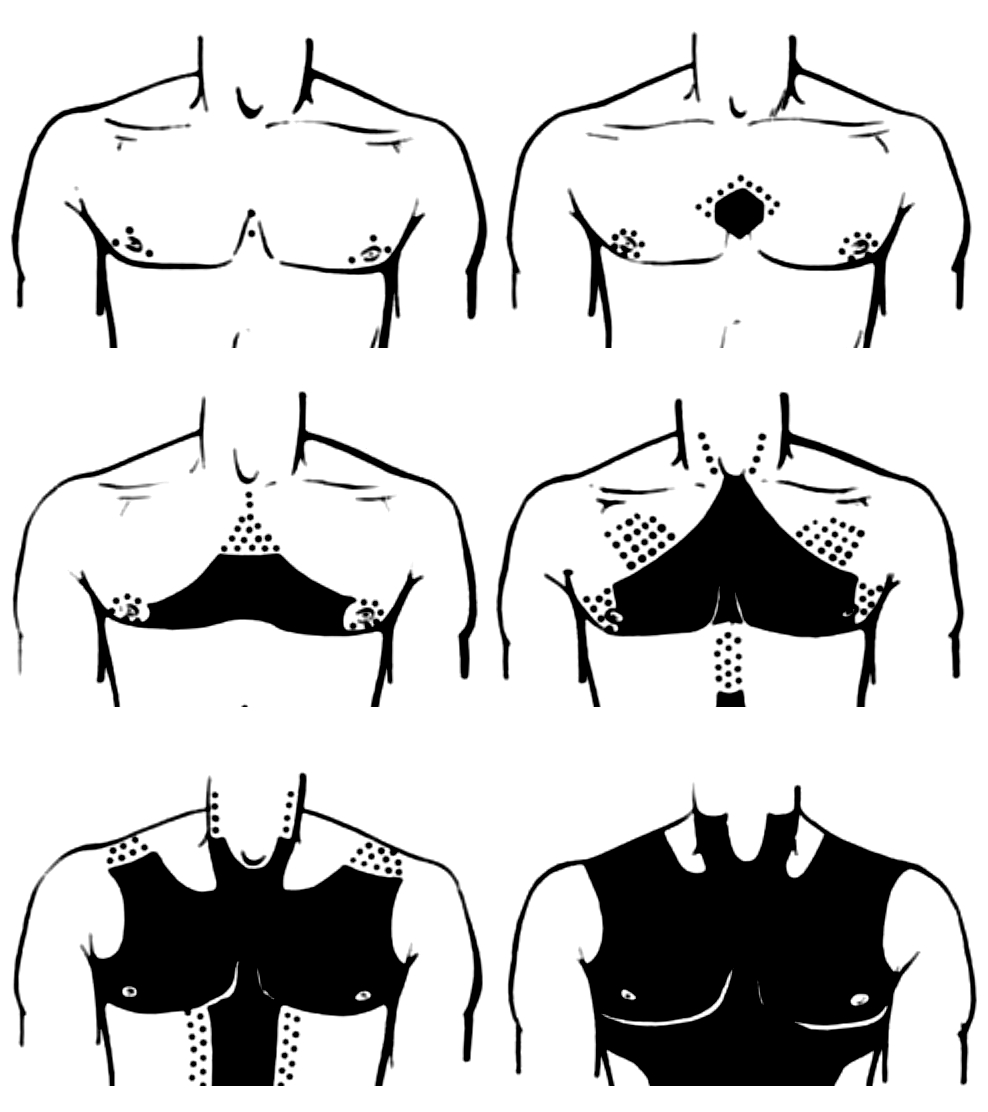
胸毛の生長と分布

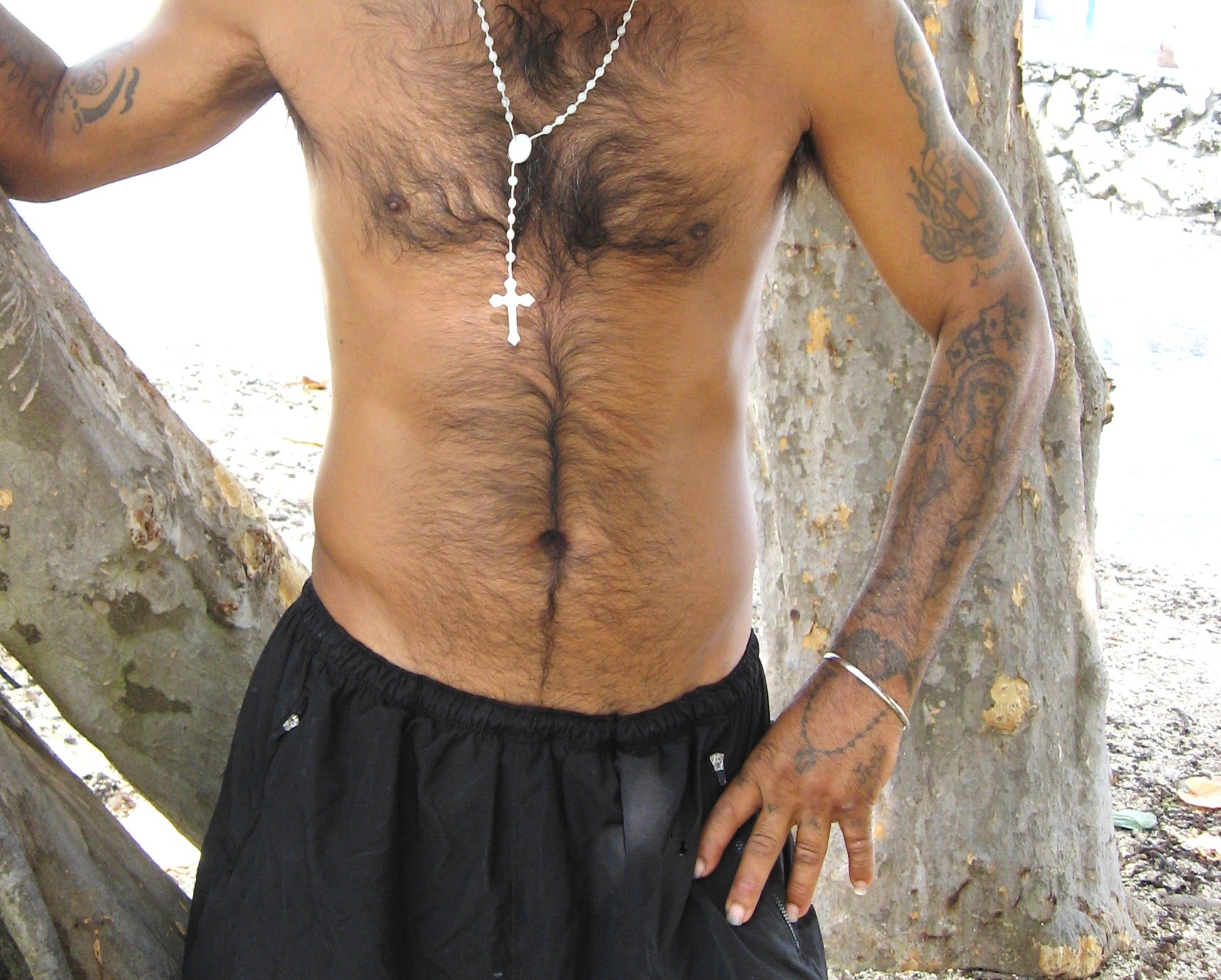
男の胸毛

胸毛（むなげ）は首と腹の間、胸に生える毛であり、思春期の後期～二十代頃(個人差あり)に現れ、男性の第二次性徴に属する。